# Accidente ferroviario de Porriño
El accidente ferroviario de Porriño se produjo el viernes 9 de septiembre de 2016 cuando un tren Celta que cubría el trayecto entre Vigo (España) y Oporto (Portugal) descarriló a la entrada de la estación de Porriño (Pontevedra, España). Fallecieron 4 personas y 47 resultaron heridas, 13 de ellas graves.

## Antecedentes
El tren Celta es un servicio de tren de pasajeros internacional operado por las operadoras Comboios de Portugal y Renfe que une las ciudades de Vigo (España) y Oporto (Portugal). En el momento del accidente realizaba cuatro servicios diarios, dos de los cuales eran realizados por maquinistas portugueses y otros dos por maquinistas españoles.
Los trenes que operan en este servicio están equipados con los sistemas de seguridad Convel, usado en Portugal, y ASFA, usado en España. En el momento del accidente el tren estaba utilizando ASFA analógico. El sistema ASFA analógico no controla la velocidad del tren sino que alerta al maquinista del estado de los semáforos de la vía. El maquinista tiene que apretar el botón correspondiente para indicar que ha reconocido la señal. Si no lo pulsa, el sistema frena el tren automáticamente.

## Accidente

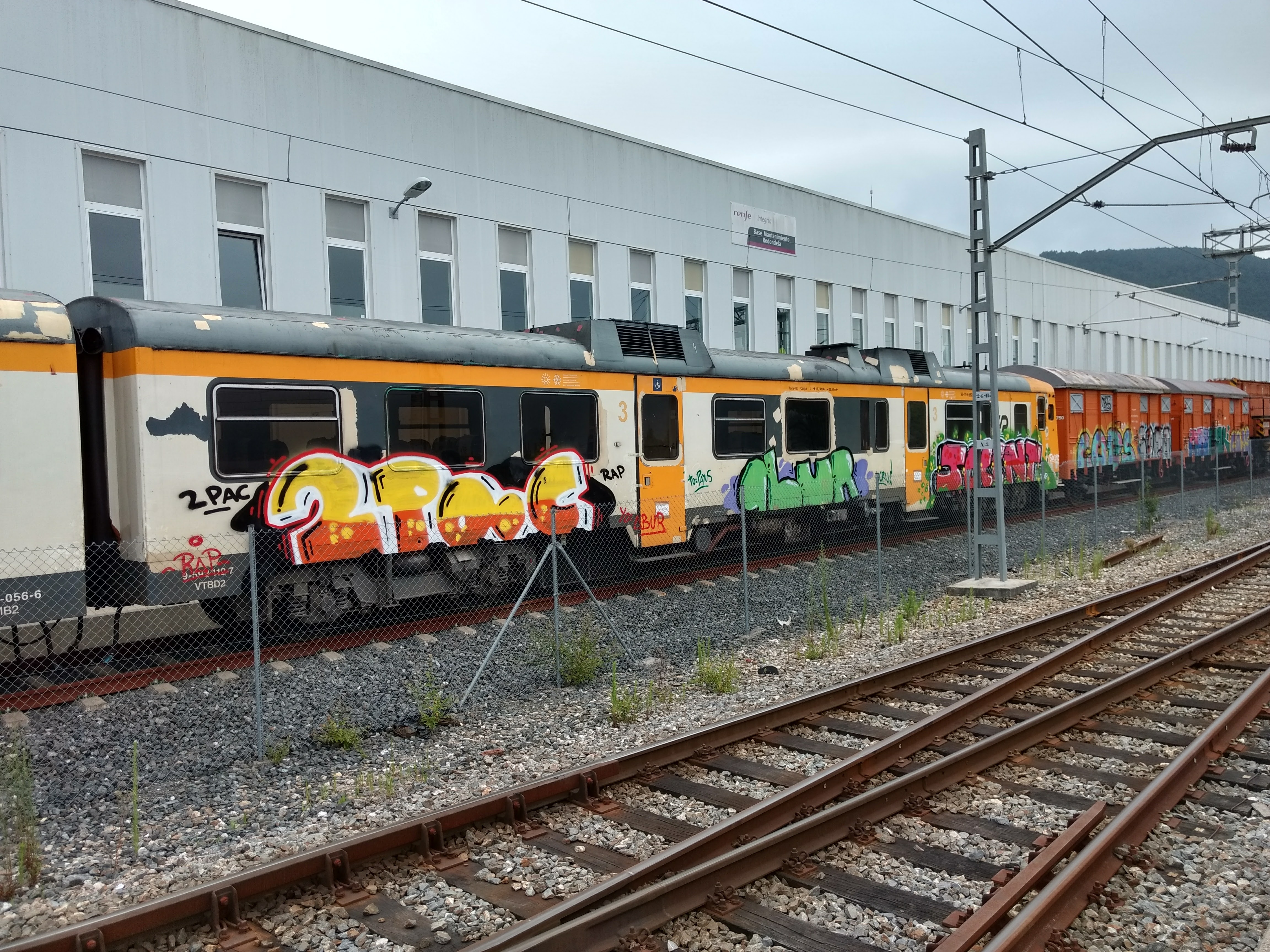
Fotografía del tren accidentado en los talleres de Redondela

El 9 de septiembre de 2016, el tren Celta 420 salió de la estación de Vigo-Guixar a las 9:02 (CEST) con destino Oporto. Era un tren Serie 592 de Renfe operado por Comboios de Portugal (CP) compuesto por dos cabezas motoras diésel y un coche intermedio remolcado. El conductor del tren era un maquinista de CP de nacionalidad portuguesa. A bordo iban un interventor de Renfe de nacionalidad española y 63 pasajeros.
A las 9:25 el tren llegó a la estación de Porriño circulando a una velocidad de 110 km/h. Tenía establecido un itinerario de paso por la vía 3, una vía desviada por lo que su velocidad tenía que limitarse a 30 km/h. El tren pasó por la aguja de desvío con exceso de velocidad y fue encaminado hacia la vía 3. Sin embargo tras recorrer 44 metros descarriló y se salió de la vía siguiendo la tangente del desvío. La cabeza de la composición impactó contra el paso superior de la carretera N-120, que desvió la composición de nuevo hacia las vías haciendo que el tren finalmente se detuviera encima de la vía 5.
En el accidente fallecieron cuatro personas: el maquinista, el interventor y dos pasajeros. Resultaron heridos 47 pasajeros, 13 de ellos graves. Los servicios médicos montaron un hospital de campaña en la estación para atender a los heridos leves y derivaron los heridos graves a los hospitales cercanos.
El tráfico ferroviario quedó afectado durante 28 horas hasta las 13:55 del 10 de septiembre.

## Investigación
El accidente fue sometido a investigación por parte del administrador de la infraestructura, Adif, por parte de la empresa ferroviaria, Renfe en virtud a su convenio con Comboios de Portugal, y por parte de la Comisión de Investigación de Accidentes Ferroviarios (CIAF).
La investigación de Adif concluyó que la causa del accidente fue el exceso de velocidad del tren.
La investigación de Renfe consideró que la causa del accidente fue el exceso de velocidad, aunque puso el acento en la situación dudosa de una baliza ASFA y  en la colisión con el paso superior de la N-120 que agravó las consecuencias del descarrilamiento. También concluyó que si el tren hubiera estado equipado con ASFA digital no habría descarrilado o lo habría hecho a menor velocidad.
La investigación de la CIAF, que finalizó en marzo de 2019, concluyó que la causa directa del accidente fue el exceso de velocidad por parte del maquinista, que no cumplió la orden de reducción de velocidad que le transmitía una señal y reconoció las señales ASFA, apretando el botón correspondiente pero sin tomar ninguna acción, lo que impidió la aplicación del freno de emergencia.